# 鏡川橋停留場
鏡川橋停留場（かがみがわばしていりゅうじょう）は、高知県高知市本宮町にあるとさでん交通伊野線の路面電車停留場。
伊野線において複線と単線の境界となる停留場で、当停留場で折り返しとなる電車が多数設定される。また、駅長が配置されている停留場でもある。

## 歴史
伊野線はとさでん交通の前身である土佐電気鉄道によって1904年（明治37年）に堀詰 - 乗出間で開業、2年後の1906年（明治39年）に乗出から路線が延伸された。鏡川橋停留場はこの延伸に際し、路線の終点として開設された。鏡川橋から先、伊野方面に路線が伸びるのは翌年のことであり、この時は咥内までが開通した（伊野線全通はさらにその翌年）。
伊野線は開業当時単線であったが、起点側から順次複線化が進み、1958年（昭和33年）に蛍橋から当停留場までが複線となった。これに合わせて、それまで蛍橋で折り返していた電車の折り返し地点が当停留場へと移っている。また安芸線が存在したころは、当停留場から安芸線終点の安芸駅までを結ぶ直通電車が運行されたこともあった。

### 年表
- 1906年（明治39年）10月9日：乗出から当停留場までの開通に伴い、土佐電気鉄道の停留場として開業[3]。
- 1907年（明治40年）9月16日：当停留場から咥内までの開通により中間駅となる[3]。
- 1956年（昭和31年）4月21日：鏡川橋変電所を開設[3]。
- 1958年（昭和33年）10月1日：蛍橋から当停留場までが複線となる[3]。
- 2010年（平成22年）8月：バリアフリー化の改良工事が完成。
- 2014年（平成26年）10月1日：土佐電気鉄道が高知県交通・土佐電ドリームサービスと経営統合し、とさでん交通が発足[5]。とさでん交通の停留場となる。

## 停留場構造
鏡川橋停留場は伊野線の併用軌道区間にあり、道路上にホームが設けられている。上りはりまや橋方面行きのホームと下り伊野方面行きのホームが2本の線路を挟んで向かい合う（相対式ホーム）が、このうち下りホームは降車専用ホームと乗降ホームの2面に分かれていて、蛍橋寄りに降車専用ホーム、鴨部寄りに乗降ホームと縦並びに配置される。上りホームは2両、下り乗降ホームは3両分の長さがあり、当停留場での折り返しで電車が複数滞留しても支障がないようにしている。また2面ある下りホームの間には渡り線があり、当停留場での折り返しに使用される。
| のりば | のりば   | 行先           | 備考     |
| ------ | -------- | -------------- | -------- |
| 下り   | 蛍橋寄り |                | 降車専用 |
| 下り   | 鴨部寄り | 伊野方面       |          |
| 上り   |          | はりまや橋方面 |          |

停留場の北には鏡川橋変電所、南には待合室や公衆便所と乗務員詰所があり、一日乗車券等の販売を行っている。駅長（実際の職名は助役）が配置され、運転整理や伊野方面へ向かう列車への出発合図などの任に当たる。

## 停留場周辺
隣の鴨部停留場との間には鏡川が流れ、軌道は鏡川橋梁にて渡河する。鏡川橋梁は両側を道路橋に挟まれた軌道専用橋で、現用の橋は1979年（昭和54年）5月に完成した3代目である。初代は1907年（明治40年）9月の鏡川橋 - 咥内間の開通に伴い架橋され、1948年（昭和23年）6月に2代目が完成するまで使用された。2代目の完成後も初代の橋脚は数年間存置され、看板を取り付け広告塔として利用されていた。
- 四国旅客鉄道（JR四国）土讃線・高知商業前駅
- 高知市立高知商業高等学校
- 高知自動車学校
- 高知市立高知特別支援学校
- 高知西福音教会
- 本宮神社
- 国道33号
- 高知県道・愛媛県道6号高知伊予三島線

## 路線バス
「鏡川橋」バス停留所があり、以下の路線が乗り入れる。
| 乗場 | 系統                                                     | 主要経由地                                                 | 行先             | 運行会社     | 備考 |
| ---- | -------------------------------------------------------- | ---------------------------------------------------------- | ---------------- | ------------ | ---- |
|      | E2                                                       | 北はりまや橋、高知駅前、愛宕町二丁目、正蓮寺、久重小学校通 | 土佐山庁舎前     | 県交北部交通 |      |
| G1   | 北はりまや橋                                             | 高知駅                                                     |                  | 県交北部交通 |      |
| G2   | 北はりまや橋、高知駅、比島                               | 一宮バスターミナル                                         | とさでん交通     |              |      |
| G5   | 北はりまや橋、高知駅、比島、一宮バスターミナル、医大病院 | 南国オフィスパーク                                         | とさでん交通     | 土休日運休   |      |
| G6   | 北はりまや橋、高知駅、比島、一宮バスターミナル、医大病院 | 領石出張所                                                 | とさでん交通     |              |      |
| T3   | 南はりまや橋、桟橋通五丁目、横浜、横浜ニュータウン第三   | 南ニュータウン                                             | とさでん交通     |              |      |
|      | Y2                                                       | 朝倉駅前、針木                                             | 天王ニュータウン | とさでん交通 |      |
| Y3   | 朝倉駅前、針木、天王ニュータウン                         | 八田                                                       | 土休日運休       | とさでん交通 |      |
| Y4   | 朝倉駅前、針木、中島                                     | 高岡営業所                                                 |                  | とさでん交通 |      |
| Z2   | 朝倉駅前、伊野駅                                         | 北浦橋                                                     | 県交北部交通     |              |      |
| Z3   | 朝倉駅前、伊野駅                                         | 土居                                                       | 県交北部交通     |              |      |
| Z4   | 朝倉駅前、伊野駅                                         | 長沢                                                       | 県交北部交通     |              |      |
| Z6   | 八代、伊野駅                                             | 北浦橋                                                     | 県交北部交通     |              |      |
| Z8   | 八代、伊野駅                                             | 長沢                                                       | 県交北部交通     |              |      |

鳥越方面のバスは停留所前を通るものの停車しない。

## 隣の停留場
とさでん交通
伊野線
蛍橋停留場 - 鏡川橋停留場 - 鴨部停留場